# 耶律世良
耶律世良（10世纪—1016年），字斡。辽国将领。契丹六院部人。
耶律世良才思敏捷，熟悉契丹典故和世谱，曾上书与族弟耶律敌烈争嫡庶，被辽圣宗所知。辽圣宗时，为北院郎君。统和二十九年（1011年）三月，受大丞相韩德让举荐，任北院大王。开泰元年（1012年）十一月，因大册礼，加检校太尉、同政事门下平章事。当时西北阻卜（鞑靼、达旦）反辽，开泰二年（1013年），阻卜兵围镇州，为都监，随北院枢密使耶律化哥讨平西北阻卜，击败达旦酋长乌八。耶律化哥想要还军，他上书请增兵进讨，辽圣宗纳其益兵之谏，耶律世良与耶律化哥率兵追至安真河，获胜而还。自是，边境安宁。以功封岐王、拜北院枢密使。开泰三年（1014年），攻讨敌烈部，攻隐巨母古城（今内蒙古海拉尔东南，呼伦湖以北），迫降数部。九月，讨乌古，获胜。开泰四年（1015年）五月，为副部署从都统刘晟征高丽国。开泰五年（1016年）正月，至北都护府，破高丽兵追至郭州。以暴疾死于军中。

## 延伸阅读
[在维基数据编辑]
 《遼史·卷94》，出自脱脱《遼史》